# Crkva sv. Mihovila Arkanđela u Rašćanima
Crkva sv. Mihovila Arkanđela sa srednjovjekovnim grobljem sa stećcima, zaštićeno kulturno dobro u Rašćanima.

## Opis dobra
Skupina kulturnih dobara nastajala od 15. do 20. stoljeća. Župna crkva sv. Mihovila Arkanđela nalazi se na mjesnom groblju u Donjim Rašćanima. Sagrađena je koncem 16. st Crkva je jednostavna, jednobrodna građevina, pravokutnog tlocrta s pravokutnom apsidom, orijentirana istok-zapad. Građena je od grubo obrađenih, nepravilnik kamenih klesanaca slaganih u redove s jasno vidljivom granicom nadogradnje crkve. U zidove apside ugrađena su četiri stećka. Crkva je s apsidom duga oko 16 i široka oko 7 m. Na pročelju je jednostavan ulaz u kamenim pragovima iznad kojeg je manja osmerolatična rozeta novijeg datuma. Pročelje se završava velikom preslicom s tri zvona, podignutom 1933.godine. Dvostrešni krov crkve prekriven je francuzicom. Unutrašnjost crkva se sastoji od prostora lađe i užeg svetišta. Lađu od svetišta odjeljuje trijumfalni luk. Iako je unutrašnjost crkve bitno izmijenjena, tu se još uvijek nalaze dva drvena oltara radionice Rako s kraja 19.st te vrijedni drveni kipovi: Gospin vjerojatno iz 17. stoljeća i kip sv. Ante Padovanskog iz 18.st. Glavni oltar s kraja 18. st ili početka 19. stoljeća, posvećen sv. Mihovilu Arkanđelu rađen je od dijelova ranijeg drvenog oslikanog oltara. Na prostoru oko crkve nalazi se sedam stećaka-ploča te jedna kamena križina što svjedoči o postojanju srednjovjekovnog groblja a vjerojatno i ranije crkve. Gotovo svi stećci ukrašeni su karakterističnim motivima: geometrijski motivi, križ, mač, luk i strijela, ruka, polumjesec, rozete, bordure itd.

## Zaštita
Pod oznakom Z-7214 zavedena je kao nepokretno kulturno dobro - pojedinačno, pravna statusa zaštićena kulturnog dobra, klasificirano kao "sakralna graditeljska baština".